# DigitPA
DigitPA fu un ente italiano di diritto pubblico, istituito per l'attuazione delle politiche governative in tema di digitalizzazione della pubblica amministrazione.
Istituito nel 2003 dal governo Berlusconi II, fu soppresso dal governo Monti nel 2012 e accorpato insieme all'Agenzia per la diffusione delle tecnologie per l'innovazione a formare l'odierna Agenzia per l'Italia digitale.

## Storia
Il CNIPA venne istituito dall'art. 176 del d.lgs 30 giugno 2003 n. 196 (Codice per la protezione dei dati personali) in sostituzione dell'Autorità per l'informatica nella pubblica amministrazione (AIPA), della quale conservava le attribuzioni.
Ai sensi del d.lgs. 1º dicembre 2009, n. 177 "Riorganizzazione del Centro nazionale per l'informatica nella pubblica amministrazione, a norma dell'articolo 24 della legge 18 giugno 2009, n. 69" ha cambiato nome in DigitPA. Con DPCM 10 agosto 2010 venne emanato il regolamento di funzionamento dell'organo.
Successivamente, secondo quanto disposto dal D.L. 22 giugno 2012, n. 83 Misure urgenti per la crescita del Paese (convertito con Legge 7 agosto 2012, n. 134), DigitPA fu soppresso, al pari dell'Agenzia per la diffusione delle tecnologie per l'innovazione e del Dipartimento per la Digitalizzazione e Innovazione tecnologica; il medesimo decreto legge n. 83/12 ha istituito l'AgID a cui sono state trasferite le funzioni di tali enti, mentre le attività di Centrale di committenza di DigitPA per conto delle Pubbliche Amministrazioni, sono state affidate a Consip.

## Organizzazione
Esso operava presso la Presidenza del Consiglio dei ministri per l'attuazione delle politiche del Dipartimento per l'innovazione e le tecnologie, dotato di autonomia tecnica, funzionale, amministrativa, contabile e finanziaria e con indipendenza di giudizio.
Esso era composto da:
- Un Direttore Generale
- Un Comitato Direttivo

Il direttore generale era nominato con decreto del Presidente del Consiglio dei Ministri o del Ministro delegato. L'incarico era conferito a persone di provata qualificazione professionale.
Il comitato direttivo era composto dal presidente e da tre membri nominati, su proposta del Ministro delegato, con decreto del Presidente del Consiglio dei Ministri.

## Compiti istituzionali
Tra i suoi compiti vi erano quelli attribuiti dal d.lgs. 5 dicembre 2003 n. 343 nonché i compiti, le funzioni e le attività già esercitate dalla Rete Unitaria per la Pubblica Amministrazione (RUPA), comprese le risorse finanziarie e strumentali, nonché quelle umane.
I suoi compiti istituzionali erano:
- Dettare norme tecniche e criteri in tema di pianificazione, progettazione, realizzazione, gestione, mantenimento dei sistemi informativi automatizzati delle amministrazioni e delle loro interconnessioni, nonché della loro qualità e relativi aspetti organizzativi; dettare criteri tecnici riguardanti la sicurezza dei sistemi.
- Coordinare, attraverso la redazione di un piano triennale annualmente riveduto, i progetti e i principali interventi di sviluppo e gestione dei sistemi informativi automatizzati delle amministrazioni.
- Promuovere, d'intesa e con la partecipazione anche finanziaria delle amministrazioni interessate, progetti intersettoriali e di infrastruttura informatica e telematica previsti dal piano triennale e sovrintendere alla realizzazione dei medesimi anche quando coinvolgano apparati amministrativi non statali, mediante procedimenti fondati su intese da raggiungere tramite conferenze di servizi, ai sensi della normativa vigente.
- Verificare periodicamente, d'intesa con le amministrazioni interessate, i risultati conseguiti nelle singole amministrazioni, con particolare riguardo ai costi e benefici dei sistemi informativi automatizzati, anche mediante l'adozione di metriche di valutazione dell'efficacia, dell'efficienza e della qualità.
- Definire indirizzi e direttive per la predisposizione dei piani di formazione del personale in materia di sistemi informativi automatizzati e di programmi per il reclutamento di specialisti, nonché orientare i progetti generali di formazione del personale della pubblica amministrazione verso l'utilizzo di tecnologie informatiche, d'intesa con la Scuola superiore della pubblica amministrazione.
- Fornire consulenza al Presidente del Consiglio dei ministri per la valutazione di progetti di legge in materia di sistemi informativi automatizzati.
- Nelle materie di propria competenza e per gli aspetti tecnico-operativi, curare i rapporti con gli organi delle Comunità europee e partecipare ad organismi comunitari ed internazionali, in base a designazione del Presidente del Consiglio dei ministri.
- Proporre al Presidente del Consiglio dei ministri l'adozione di raccomandazioni e di atti d'indirizzo alle regioni, agli enti locali e ai rispettivi enti strumentali o vigilati e ai concessionari di pubblici servizi.
- Comporre e risolvere contrasti operativi tra le amministrazioni concernenti i sistemi informativi automatizzati.
- Esercitare ogni altra funzione utile ad ottenere il più razionale impiego dei sistemi informativi anche al fine di eliminare duplicazioni e sovrapposizioni di realizzazioni informatiche.

## Attività svolte
Il DigitPA è stato custode e gestore delle regole tecniche riguardanti la posta elettronica certificata, e ha reso disponibile all'interno del proprio sito istituzionale, in un'apposita sezione, una versione scaricabile di tutta la documentazione valida ai fini di legge e riguardante la PEC.